# Sergey Kovalchuk
Pour les articles homonymes, voir Kovalchuk.
Sergey Kovalchuk en ukrainien ou Serghei Covalciuc en roumain, né le 20 janvier 1982 à Odessa en Ukraine, est un footballeur international moldave reconverti entraineur, qui évoluait au poste de milieu relayeur. Il est le frère aîné de Kyrylo Kovalchuk. 
Il compte 41 sélections et 2 buts en équipe nationale entre 2001 et 2012.

## Biographie

### Carrière de joueur
Il dispute 6 matchs en Ligue des champions, 19 matchs en Ligue Europa, pour un but inscrit et un matchs en Coupe Intertoto.

### Carrière internationale
Serghei Covalciuc compte 41 sélections et 2 buts avec l'équipe de Moldavie entre 2001 et 2012. 
Il est convoqué pour la première fois par le sélectionneur national Alexandru Spiridon pour un match amical contre le Portugal le 15 août 2001 (défaite 3-0). Par la suite, le 1er septembre 2001, il inscrit son premier but en sélection contre l'Azerbaïdjan, lors d'un match des éliminatoires de la Coupe du monde 2002 (victoire 2-0). Il reçoit sa dernière sélection le 12 octobre 2012 contre l'Ukraine (0-0).

## Palmarès

### En club
- Avec le FK Aktobe :
  - Champion du Kazakhstan en 2013

### Carrière dentraineur
- 2009-sep. 2009 :  FK Dinamo Brest
- 2011-2012 :  FK Dinamo Brest
- sep. 2013-déc. 2016 :  FK Dinamo Brest

### Distinctions personnelles
- Footballeur moldave de l'année en 2003, 2004 et 2005